# Mälartorget
Mälartorget est une place du quartier de Gamla stan à Stockholm en Suède.

## Présentation
Mälartorget est une place du centre-ville de Stockholm, qui doit son nom à son emplacement en bordure du lac Mälar,. 
Mälartorget est située entre Munkbrogatan et Munkbroleden.
La place est reliée aux rues et ruelles Munkbrogatan, Schönfeldts Gränd, Tyska Brinken et Lejonstedts Gränd, tandis que la voie de circulation Munkbroleden la sépare du quai. 
À côté de la place se trouve la station de métro Gamla stan dont la sortie principale se trouve sur Mälartorget. 
Le nom Mälartorget apparaît pour la première fois sur les cartes de Stockholm en 1863.

## Histoire
Mälartorget doit son nom aux bateaux qui naviguaient sur le lac Mälar et accostaient au quai situé près de la place.
Mälartorget a été créé au milieu du XIXème siècle lorsque la rive a été comblée pour créer de l'espace pour cette place et, surtout, pour Mälarhamnen. 
Les bateaux du Mälar y accostaient venant de  Kornhamn. Dans le langage populaire, la place était également appelée « Bonntorget » au XIXème siècle en raison de tous les agriculteurs des villes du Mälar qui y vendaient leurs marchandises.
En 1866, la place fut mentionnée pour la première fois sous le nom de « Mälartorget » dans la liste d'adresses publié cette année-là. En 1869, la place est mentionnée comme un soi-disant « point de vente général des produits du pays » qui arrivaient avec les bateaux à vapeur.
À la fin du XIXème siècle, deux des premières salles de concert de Suède y ont été construites, Köttorgshallen et Munkbrohallen. 
Cependant, les deux ont été démolies lorsque le métro est arrivé à Gamla stan en 1950 et qu'il a fallu libérer de l'espace pour l'entrée est.

## Bâtiments
Dans l'îlot urbain Midas se trouve l'immeuble résidentiel de style continental de Johan Fredrik Åbom datant de 1860. 
Après 1936, il abritait le cinéma Hansa de 110 places. 
Au-dessus de l'entrée brillait le mot « BIO » en lettres néon. 
Les projections de films ont cessé en 1954, après quoi le lieu a été repris par le Teatern i Gamla stan.
L'îlot abritait auparavant une sucrerie, qui a dû faire place en 1903 au bâtiment résidentiel et commercial Art nouveau de Sam Kjellberg.
Le cabinet d'architectes AOS a conçu le bâtiment qui abrite aujourd'hui Munkbrohallen en 1956. 
Le bâtiment a été construit à l'origine pour les bureaux de Stockholms Spårvägar.

## Galerie

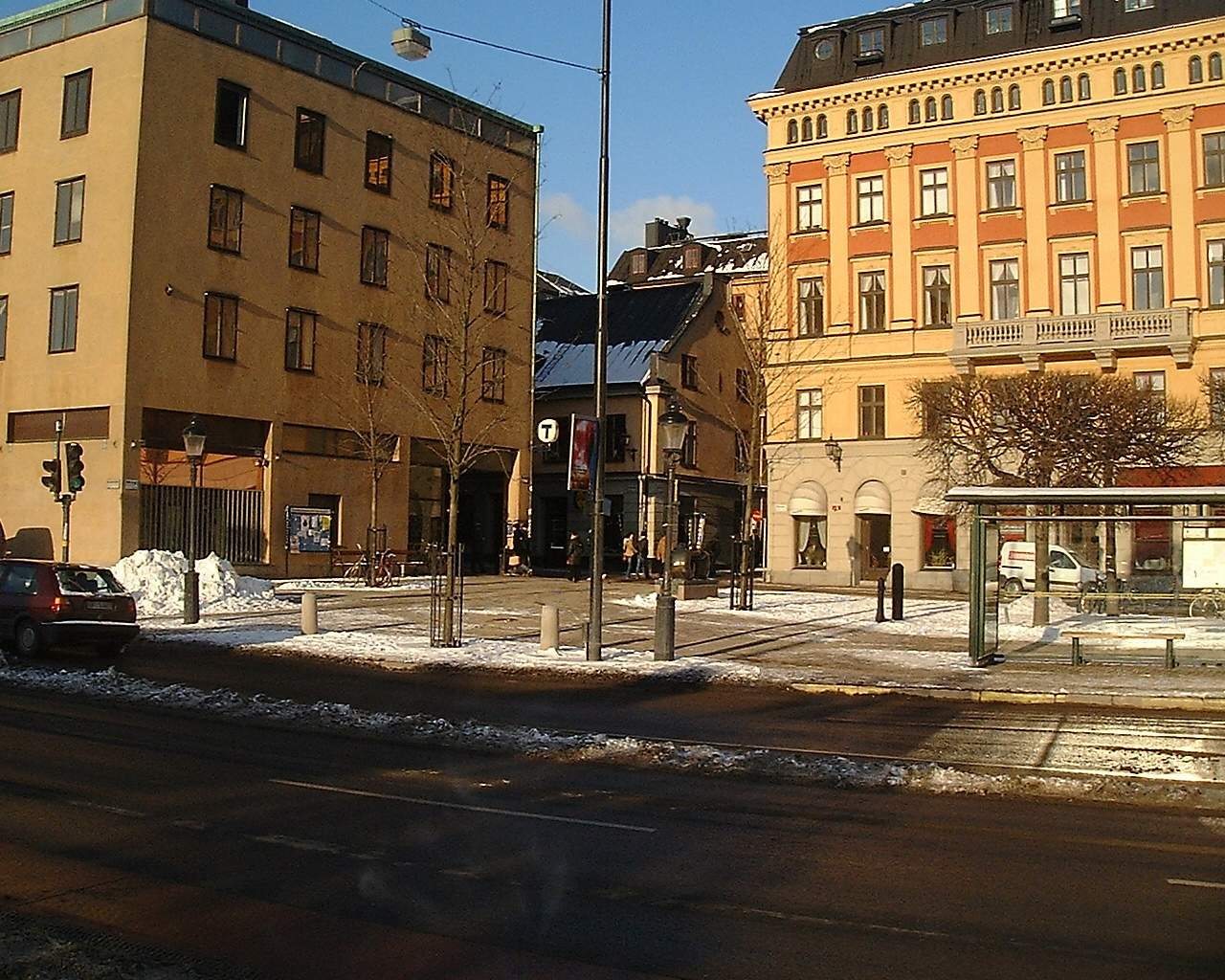
Mälartorget
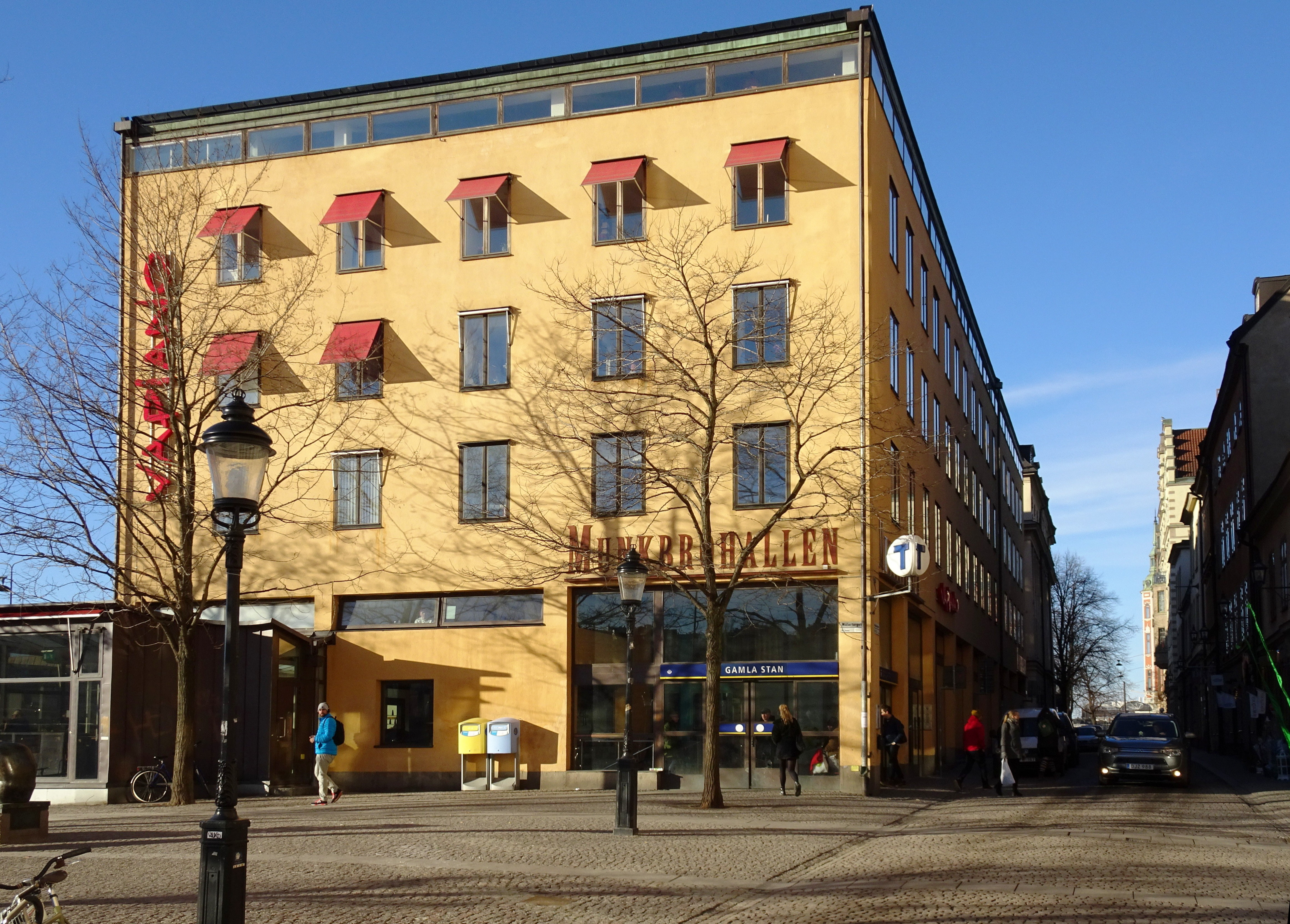
Îlot Icarus, Munkbrohallen.
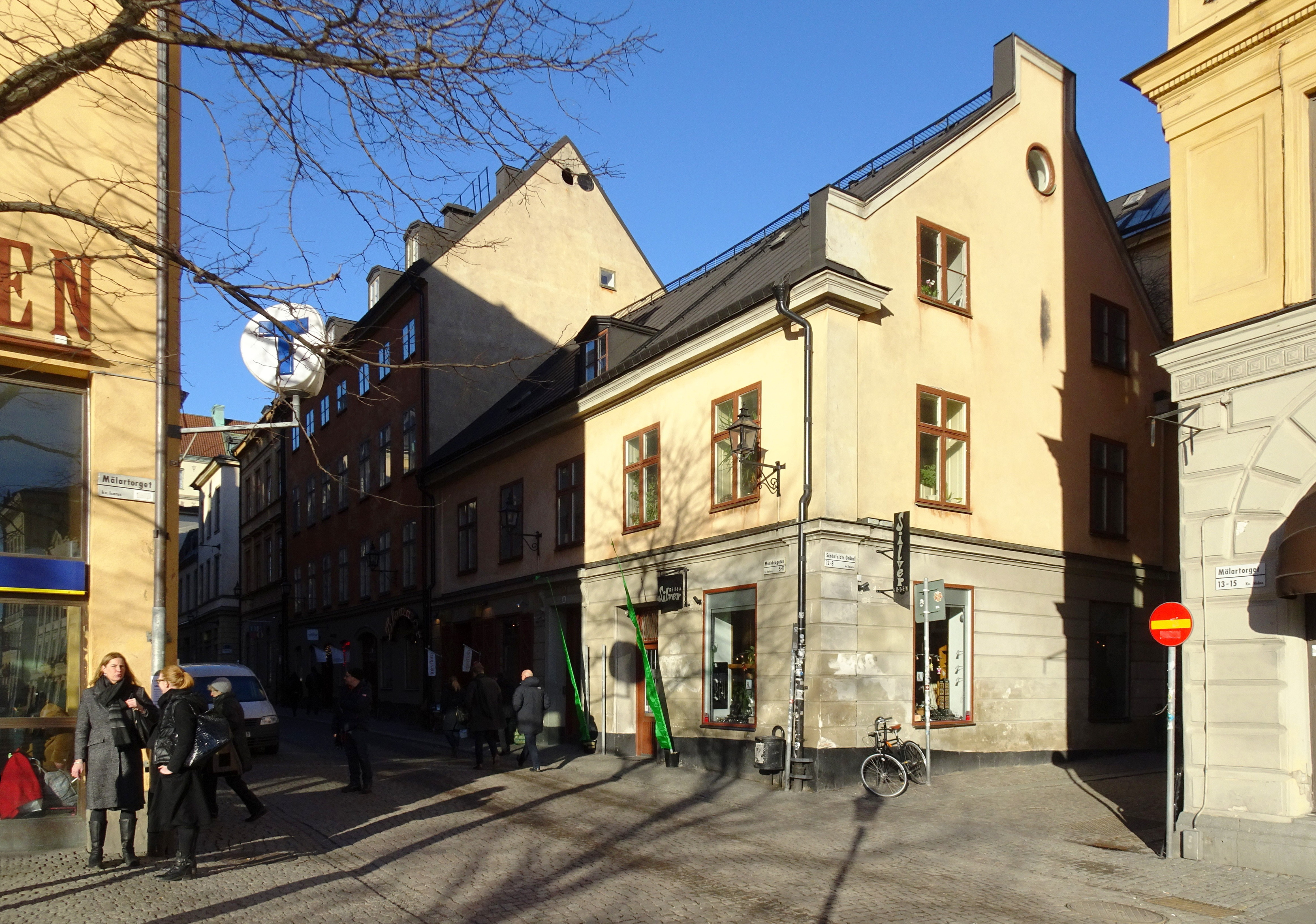
Mälartorget, Munkbrogatan.

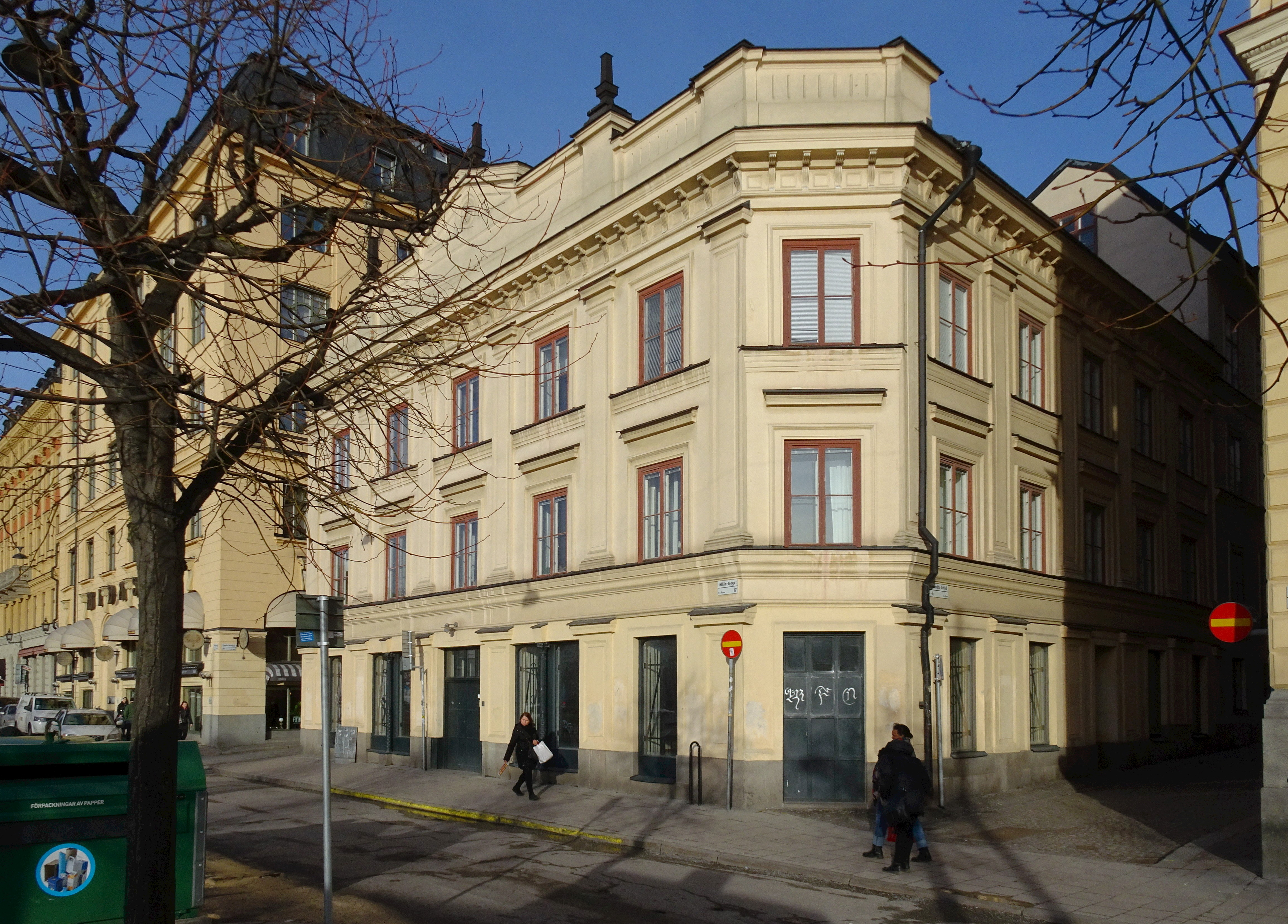
Iason 1, Mälartorget.
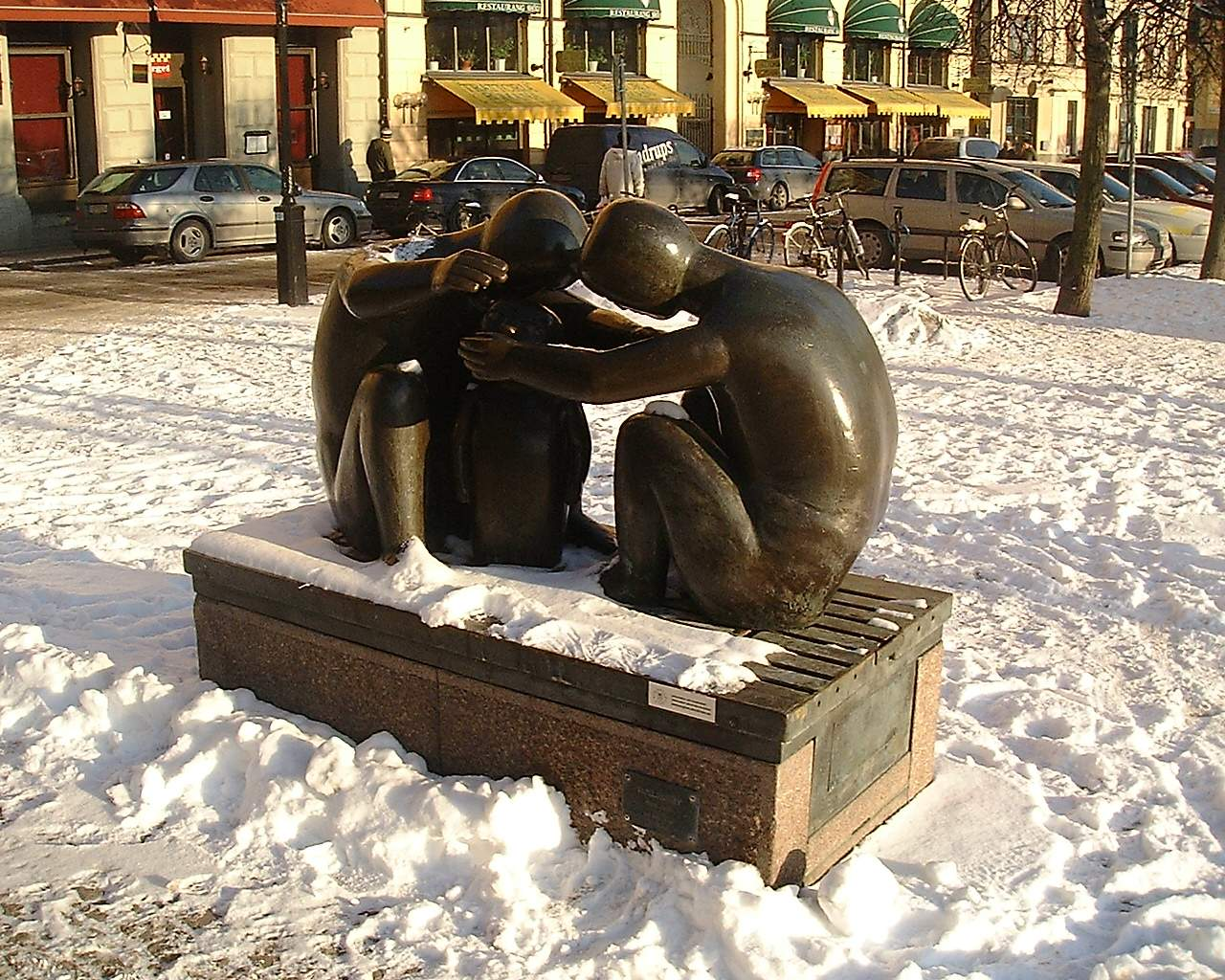
Sculpture Familjen sur la place.
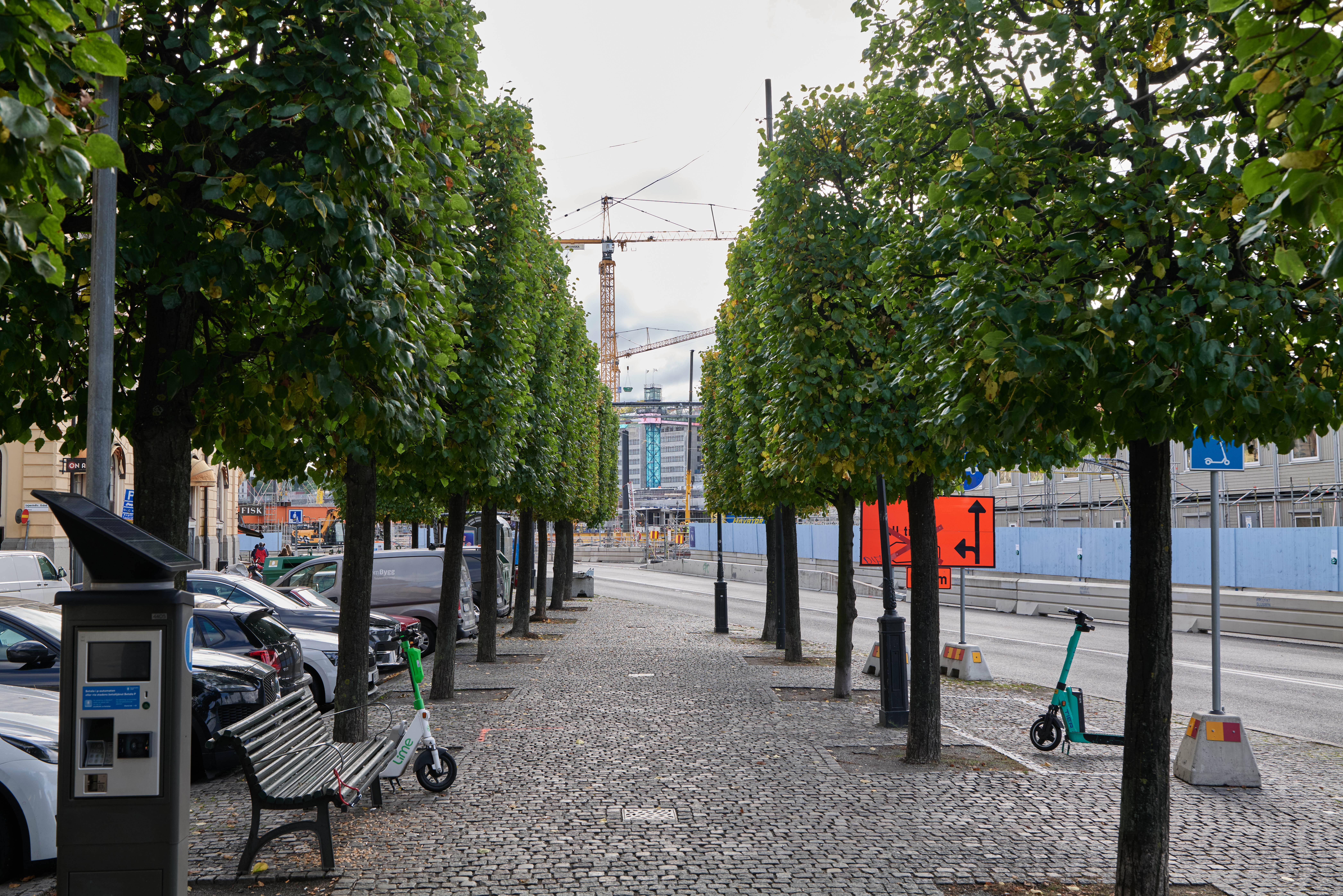